# Dowód nie wprost
Dowód nie wprost (dowód apagogiczny, dowód sokratejski, łac. reductio ad absurdum – sprowadzenie do sprzeczności, łac. contradictio in contrarium – zaprzeczenie przeciwieństwa, gr. ἡ εις άτοπον απαγωγη hi eis atopon apagogi – sprowadzenie do niemożliwości) – forma dowodu logicznego, w którym z założenia o nieprawdziwości tezy wyprowadza się sprzeczność ze zdaniem prawdziwym (założenie nieprawdziwości twierdzenia prowadzi do sprzeczności), co pozwala przyjąć, że zaprzeczenie tezy jest fałszywe, a sama teza prawdziwa. Inaczej sposób dowodzenia twierdzeń przez wykazanie sprzeczności między zaprzeczeniem dowodzonej tezy a przyjętymi założeniami.
Dowód nie wprost jest często łatwiejszy do przeprowadzenia niż dowód wprost (wyprowadzający pewną tezę z założeń); stosowany jest szczególnie wtedy, gdy mamy do czynienia z subtelnymi własnościami obiektów, o których mówi twierdzenie.
Dowód nie wprost był znany już Sokratesowi, który chętnie go stosował jako część metody sokratycznej.

## Przykład
Klasycznym przykładem dowodu nie wprost jest dowód Euklidesa istnienia nieskończenie wielu liczb pierwszych (dowód korzysta z podstawowego twierdzenia arytmetyki). Załóżmy mianowicie, że liczb pierwszych jest tylko skończenie wiele, i oznaczmy je (wszystkie) symbolami: {\displaystyle p_{1},p_{2},p_{3},\dots ,p_{n}.} Rozważając liczbę {\displaystyle (p_{1}\cdot p_{2}\cdot p_{3}\cdot \ldots \cdot p_{n})+1,} dochodzimy do wniosku, że:
1. ma ona rozkład na liczby pierwsze, jak każda liczba naturalna oraz
2. nie dzieli się przez żadną z liczb {\displaystyle p_{1},p_{2},p_{3},\dots ,p_{n}.}

Stąd musi istnieć jeszcze jakaś liczba pierwsza oprócz wymienionych – ale to jest sprzeczne z założeniem, że {\displaystyle p_{1},p_{2},p_{3},\dots ,p_{n}} to wszystkie liczby pierwsze. Uzyskanie sprzeczności z przyjętym wcześniej założeniem pozwala więc wywnioskować, że było ono fałszywe – czyli liczb pierwszych jest nieskończenie wiele.